# Cytinus
Genre
Classification APG III (2009)
Cytinus est un genre de plantes à fleurs dicotylédones de la famille des Cytinaceae. Ce sont des holoparasites. Cytinus hypocistis est une espèce que l'on peut trouver comme parasite des cistes méditerranéens, notamment en France.
Sa partie visible se limite à des fleurs au ras du sol, émergeant des racines de cistes. Le reste de la plante se réduit à des cordons circulant dans les racines de son hôte.

## Liste d'espèces
Selon NCBI (22 juin 2010) :
- Cytinus hypocistis
- Cytinus ruber
- Cytinus sp. 4339